# Ama, Shimane

Ama (海士町 Ama-chō?) este un oraș în Japonia, pe insula Nakanoshima în districtul Oki al prefecturii Shimane.

## Legături externe
Materiale media legate de orașul Ama la Wikimedia Commons